# Andrėj Mileŭski
Andrėj Aljaksandrovič Mileŭski (in bielorusso Андрэй Аляксандровіч Мілеўскі?, traslitterazione anglosassone: Andrey Milevskiy; Mazyr, 9 gennaio 1977) è un ex calciatore bielorusso, di ruolo difensore.